# Faux-en-Périgord
Faux-en-Périgord (en occitano Faus) es una comuna francesa, situada en el departamento de Dordoña, en la región de Aquitania.
La comuna fue nombrada Faux hasta el 31 de diciembre de 2024.

## Demografía
| 436 | 514 | 612 | 617 | 586 | 536 | 562 | 589 | 622 | 661 |
| Para los censos de 1962 a 1999 la población legal corresponde a la población sin duplicidades (Fuente: INSEE [Consultar]) |     |     |     |     |     |     |     |     |     |